# Садовый центр

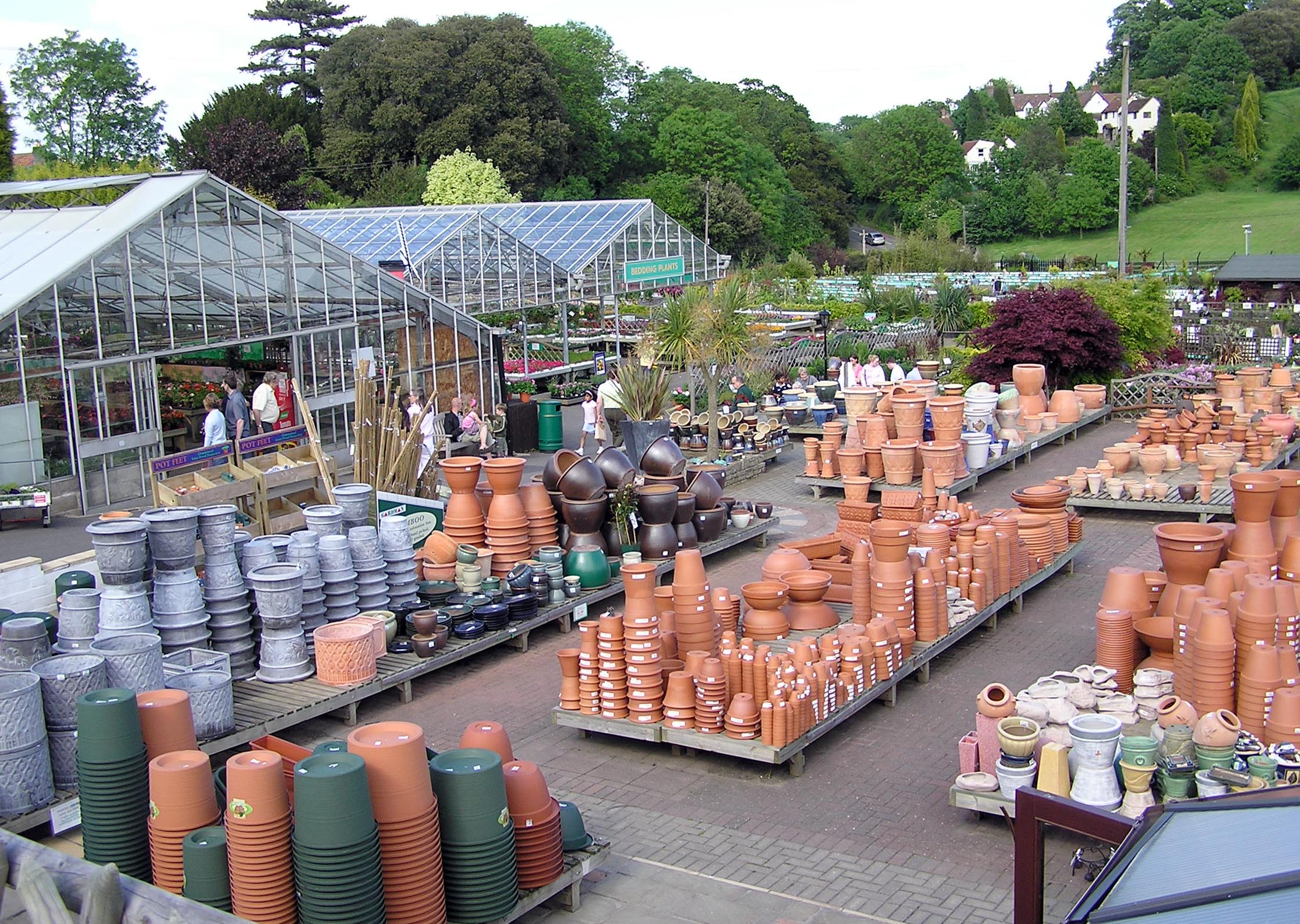
Часть большого садового центра недалеко от Бристоля, Англия

Садовый центр — предприятие розничной торговли, которое продает растения и сопутствующие товары для домашнего сада в качестве основного бизнеса.
Это развитие концепции розничного питомника растений, но с более широким ассортиментом продукции для выращивания на открытом воздухе и удобствами на территории. В настоящее время садовые центры обычно получают свои запасы растений, которые были размножены в другом месте, например, в специализированных питомниках или у оптовиков.

## Великобритания
Садовый центр в Великобритании продает растения, компост, удобрения, инструменты и товары для ландшафтного дизайна, такие как статуи, мебель и садовые украшения . Некоторые также продают товары для домашних животных и мелких домашних животных, таких как морские свинки, кролики, рыбы и мыши . Кроме того, во многих центрах теперь есть кафе или рестораны в магазинах. Большинство садовых центров разветвились и продают товары для дома и интерьера, например, предметы мебели. Садовые центры также начали продавать товары для кемпинга и отдыха на природе, а также одежду и предметы, связанные с активным отдыхом. В 2010 году стоимость рынка розничной торговли садами в Великобритании составляла 4,6 миллиарда фунтов стерлингов в год. Сектор включает в себя множество независимых малых предприятий, из которых насчитывается около 2500 центров, а также ряд национальных или региональных сетей.
Основные сети садовых центров в Великобритании включают:
|                        | Число заведений | 2021 оборот | 2020 оборот | 2019 оборот | 2018 оборот | 2017 оборот |
| ---------------------- | --------------- | ----------- | ----------- | ----------- | ----------- | ----------- |
| Dobbies                | 75              | £304m       | £252m       | £166m       | £148m       | £151m       |
| British Garden Centres | 61              | £162m       | £125m       | £49m        | £32m        | £29m        |
| Blue Diamond           | 42              | £255m       | £210m       | £182m       | £128m       | £96m        |
| Notcutts               | 19              | £80m        | £64m        | £76m        | £75m        | £71m        |
| Squires                | 16              | £70m        | £53m        | £57m        | £50m        | £47m        |
| Klondyke               | 22              | £65m        | £53m        | £57m        | £53m        | £54m        |
| QD / Cherry Lane       | 16              | £49m        | £49m        | £43m        | £39m        | £35m        |
| Longacres              | 5               | £52m        | £40m        | £37m        | £36m        | £32m        |
| Hillier Nurseries      | 22              | £51m        | £38m        | £37m        | £33m        | £23m        |
| Haskins                | 5               | £51m        | £38m        | £31m        | £32m        | £32m        |
| Scotsdales             | 3               | £20m        | £19m        | £22m        | £22m        | £22m        |
| Bents                  | 1               | £26m        | £18m        | £23m        | £22m        | £21m        |
| Otter                  | 7               | £33m        | £26m        | £26m        | £21m        | £20m        |
| Wyevale                | 0               |             | £0m         | £0m         | £336m       | £322m       |
| Frosts                 | 2               | £21m        | £17m        | £20m        | £20m        | £19m        |

Сети DIY B&amp;Q и Homebase также имеют собственные садовые отделы, встроенные в их традиционные склады или магазины DIY или рядом с ними.
В последние годы, садовые центры превратились в места проведения досуга с игровыми центрами для детей, ресторанами и другими мероприятиями, предназначенными для улучшения покупательского опыта и увеличения времени, проведенного в центре. Эти изменения частично произошли из-за того, что основные конкуренты традиционных садовых центров, такие как сети DIY, снизили цены. Конкуренция также возросла со стороны онлайн-центров садоводства, таких как Crocus и Gardening Express, хотя такие компании, как Blue Diamond, Capital Gardens, Dobbies, Riverside Garden Center и Longacres, в настоящее время отреагировали, разработав и продав свои собственные онлайн-операции. Некоторые аттракционы под открытым небом (например, RHS Garden, Wisley, Westonbirt Arboretum) также управляют небольшими садовыми центрами в качестве дополнительных источников дохода или для предотвращения неофициального сбора черенков растений.
Пик деловой активности в Великобритании приходится на весну (с марта по июнь) и осень (сентябрь и октябрь). Кроме того, садовые центры также испытывают всплеск популярности в начале зимнего сезона (с ноября по январь), когда большинство из них продает товары, связанные с Рождеством, такие как украшения и праздничные растения. Кроме того, в настоящее время для садовых центров нет ничего необычного в том, что пик сезона приходится на зимние месяцы из-за роста популярности садовых центров в период Рождества.
Садовый центр предлагает больше продуктов и услуг, чем традиционный питомник, который в основном продает растения. Садовые центры предлагают не только садовые принадлежности, но и здания для отдыха, садовую мебель, товары для домашних животных и рыб, а также подарки и товары для дома, продукты питания в стиле элитных фермерских магазинов также становятся нормой во многих садовых центрах. Во многих крупных центрах также есть отделы флористов, службы ухода за дикими птицами и собственные рестораны. Они также диверсифицировались на рождественский рынок, активно поставляя такие товары, как традиционные рождественские елки, украшения, новинки и сезонные продукты.
Садовые центры включают в себя концессии, которые работают либо как обслуживаемые, либо как беспилотные, либо как краткосрочные рекламные предприятия. Они торгуют по договору аренды и лицензии, которые регулируют деловые отношения. Концессии садовых центров используют собственный бренд, нанимают собственный персонал и осуществляют продажи через собственные кассы. Концессиям предоставляется определённая степень эксклюзивности для розничной продажи ассортимента продукции, дополняющей садовый центр.
До 2014 года самым старым садовым центром в Великобритании был Anlex в Вест-Уикоме, Бакингемшир . В последние годы он продавался под брендами «Plant and Harvest» и «Flowerland». Обнесенный стеной сад, построенный как огороды для поместья Дэшвуд, он продавал растения с 1775 года, продавал растения и всякую всячину и имел кафе и фермерский магазин. 
В 2007 году розничный торговец Tesco вышел на рынок садовых центров путем приобретения, что привело к покупке в 2008 году сети Dobbies. Позже в 2016 году они продали сеть, чтобы сосредоточиться на своем основном бизнесе супермаркетов.

## Соединенные Штаты

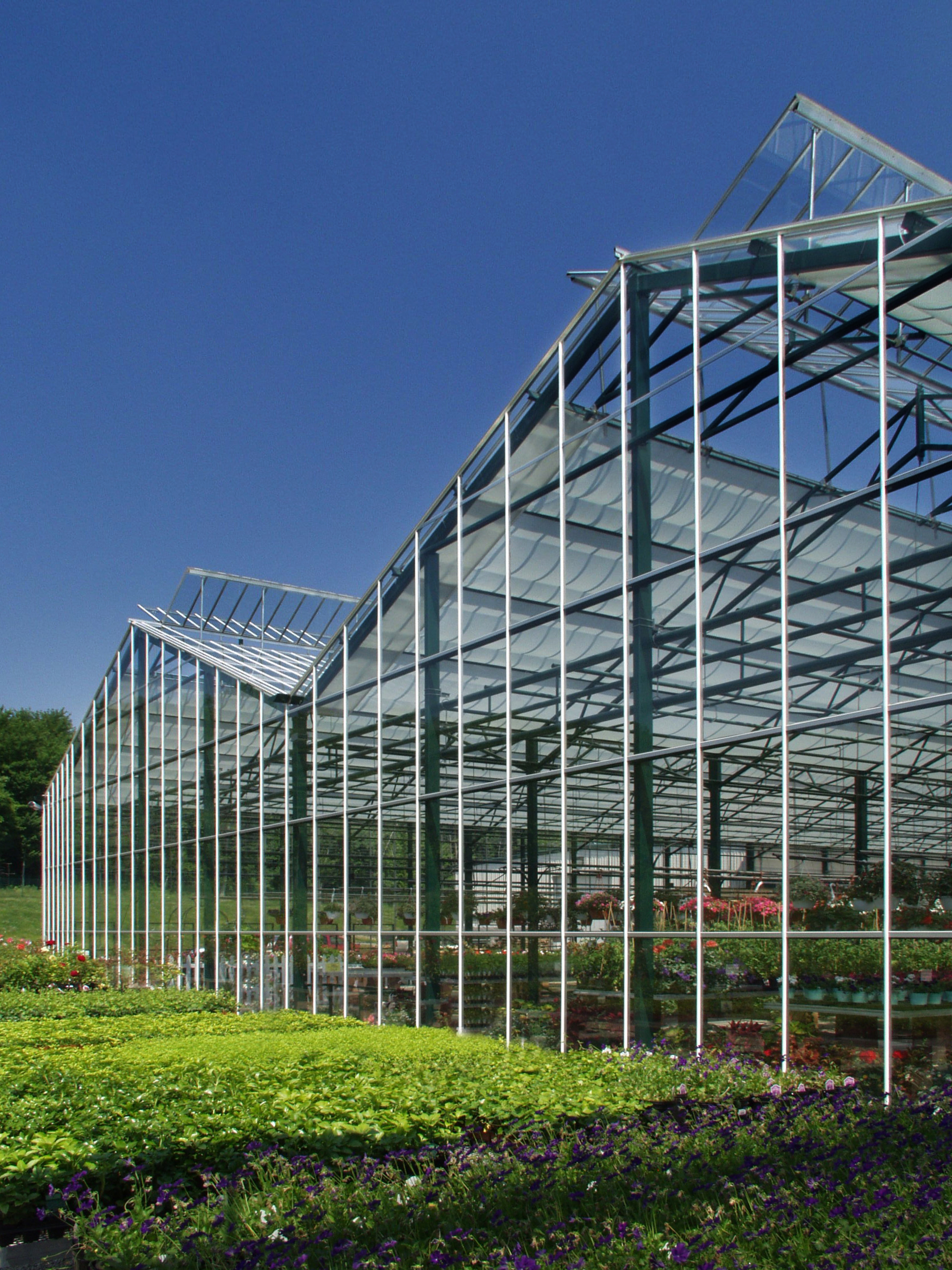
Садовый центр в Огайо

По данным Research and Markets, в 2010 году на рынке розничных садовых центров США насчитывалось около 16 000 независимых компаний. Совокупный годовой доход большинства из них составляет около 30 миллиардов долларов. Большинство садовых центров находятся в независимой собственности. Есть несколько региональных сетей, но в США нет национальной сети садовых центров, в отличие от Великобритании, где их несколько. Однако оба крупнейших магазина товаров для дома в США — Lowe’s и The Home Depot — называют свои отделы садоводства садовыми центрами, а в крупных хозяйственных магазинах есть отделы «Газон и сад».
Некоторые из товаров, которые можно найти в садовых центрах США, часто называемых питомниками, включают однолетние и многолетние цветы, деревья и кустарники, розы, контейнерные сады, подвесные корзины, комнатные растения, водное садоводство, семена и луковицы, горшочные смеси, почвенные добавки и мульча, удобрения и химикаты, глиняная посуда, садовый инвентарь и принадлежности, фонтаны и садовый декор, как и их британские аналоги.
Во многих садовых центрах США есть другие отделы, в том числе отделы кормления диких птиц, цветов, подарков, уличной мебели и грилей для барбекю, домашнего декора, ландшафтного дизайна, ландшафтных услуг и товаров для домашних животных. В большинстве садовых центров есть большой рождественский отдел в праздничный сезон. Некоторые садовые центры добавили кафе или кофе-бар, но не такие, как рестораны в некоторых европейских садовых центрах.
Теплицы обычно являются частью садового центра США. Теплицы защищают растения от поздних похолоданий, позволяют магазинам содержать комнатные растения в отличном состоянии, а покупателям оставаться сухими в дождливые дни.
В садовых центрах работают садовые специалисты, которые могут диагностировать проблемы и дать рекомендации садоводам. Это почти всегда предоставляется в качестве бесплатной услуги в магазине, а в некоторых крупных садовых центрах есть мастер-классы, открытые для публики.
Многие садовые центры принадлежат покупательскому кооперативу. Крупнейшим из них является Master Nursery Garden Centers с чуть менее 800 членами, за которым следует Home and Garden Showplace (часть более крупного кооператива True Value Company) с 260 членами, Северо-западная ассоциация покупателей питомников с 46 членами и, наконец, ECGC с 14 очень большими садовыми центрами. члены.
Торговыми ассоциациями независимых садовых центров в США являются Садовые центры Америки и Американская ассоциация питомников и ландшафтов.

## Германия
В Германии садовые центры, входящие в состав хозяйственных магазинов крупных сетей, получают большую часть продаж, за ними следуют несколько специализированных сетей, которые несколько меньше.